# Polyommatus argus
Polyommatus argus är en fjärilsart som beskrevs av Berk 1795. Polyommatus argus ingår i släktet Polyommatus och familjen juvelvingar. Inga underarter finns listade i Catalogue of Life.